# Jovem Pan News Barretos
Jovem Pan News Barretos é uma emissora de rádio brasileira com sede em Barretos, município do estado de São Paulo. Opera na faixa FM, na frequência 103.3 MHz, originada da migração AM-FM e é afiliada à Jovem Pan News.

## História
Em 15 de novembro de 1940, foi fundada a Rádio Barretos AM, pioneira da comunicação e a primeira rádio da cidade de Barretos. Sua programação focava o jornalismo e o esporte. Em 1985, a mesma foi adquirida pelo jornalista Monteiro Filho, que investiu na emissora durante todos os anos. A mesma também se destacava pelas transmissões esportivas da Série A, Série B e do time local, o Barretos Esporte Clube, além das transmissões da tradicional Festa do Peão de Barretos.
Na década de 2000, a emissora foi afiliada da rede liderada pela Jovem Pan Sat.
Em 2014, a emissora solicita a migração AM-FM. Em 2015, o Grupo Monteiro de Barros confirma afiliação a Jovem Pan News. A estreia aconteceu na manhã do dia 19 de janeiro, encerrando a programação da Rádio Barretos no dia anterior.
As duas emissoras AM do grupo participaram do congresso feito pelo Ministério das Comunicações; das 20 primeiras rádios a serem migradas, as duas pertencentes a Monteiro Filho, também estavam nesse lote.
Em dezembro de 2016, a emissora migra para sua nova faixa FM 103.3, com a melhor qualidade de som e sinal. Das emissoras de maior potência em Barretos, a Jovem Pan News Barretos é a mais potente da cidade, operando mais do que a Transamérica Barretos.
Em 2 de fevereiro de 2018, os transmissores da AM 1140 foram desligados as 16 horas, concluindo a migração das emissoras AM do Grupo Monteiro de Barros. Atualmente sua programação está 24 horas engatada com a rede; as jornadas esportivas locais passaram a ser transmitidas pela sua co-irmã, a Rádio O Diário Independente e retransmitidas pela mesma.